# Clun
Ne doit pas être confondu avec Clun Forest.
Clun (klʌn) est un village anglais dans le South Shropshire. 
Le recensement de 2001 a compté 642 habitants.

## Géographie
Le nom de la ville vient de celui de la rivière Clun qui y coule. Le paysage est dominé par des terres agricoles, quelques zones forestières subsistent cependant. La rivière Unk rejoint la rivière Clun à l'ouest de la ville.
Clun est traversé par la route A488 et la B4368. la ville est entourée par Craven Arms, Bishop's Castle et Ludlow dans le Shropshire et par Knighton au Pays de Galles.
Le centre-ville se situe sur la rive nord de la rivière, à 185 m au-dessus du niveau de la mer. Plus élevé, à 193 m, la partie la plus anciennement peuplée de la commune, se situe sur la rive sud, près de l'église Saint Georges. Entre les deux, le un pont à 181 m supporte les routes B4368 et A488.

## Lieux et monuments
- Les ruines du château normand de Clun, dont certains terrains sont utilisés pour la foire de mai
- Le pont du XVe siècle
- L'hôpital de la trinité, Maison-Dieu construite en 1614 sur l'hôpital Lane
- Un musée hébergé par l'hôtel de ville
- L'église Saint Georges

Clun est un point de départ populaire pour les randonneurs parcourant le « Shropshire Way » ou le « Jack Mytton Way », deux sentiers longs de la région.